# Échenilleur à ventre blanc
Ceblepyris pectoralis
Espèce
Synonymes
- Coracina pectoralis (Jardine & Selby, 1828)[1]
- Graucalus pectoralis Jardine & Selby, 1828[1]

Statut de conservation UICN

 LC  : Préoccupation mineure
L'Échenilleur à ventre blanc (Ceblepyris pectoralis) est une espèce de passereaux de la famille des Campephagidae.

## Répartition
Cet oiseau est répandu à travers les régions semi-boisées d'Afrique subsaharienne.

## Habitat
Il habite les forêts et les savanes sèches tropicales et subtropicales.

## Systématique
Cette espèce faisait auparavant partie du genre Coracina. Elle a été rattachée au genre Ceblepyris, nouvellement créé, par la classification de référence du Congrès ornithologique international (version 8.2, 2018) sur des critères phylogéniques.